# Джек Карсон
Джек Карсон (англ. Jack Carson; 27 жовтня 1910, Карман, Манітоба, Канада — 2 січня 1963, Енсіно, Лос-Анжелес, США) — американський актор канадського походження.

## Вибрана фільмографія
| Рік  |   | Українська назва                  | Оригінальна назва            | Роль                     |
| ---- | - | --------------------------------- | ---------------------------- | ------------------------ |
| 1938 | ф | Виховання крихітки                | Bringing Up Baby             | (в титрах не вказаний)   |
| 1939 | ф | Містер Сміт вирушає до Вашингтона | Mr. Smith Goes to Washington | епізод                   |
| 1940 | ф | Місто можливостей                 | City of Chance               | голос за кадром - пролог |
| 1941 | ф | Містер і місіс Сміт               | Mr. & Mrs. Smith             | Чак Бенсон               |
| 1942 | ф | Джентльмен Джим                   | Gentleman Jim                | Волтер Лоурі             |
| 1944 | ф | Голлівудська їдальня              | Hollywood Canteen            | камео                    |
| 1945 | ф | Мілдред Пірс                      | Mildred Pierce               | Воллі Фей                |
| 1949 | ф | Це велике почуття                 | It's a Great Feeling         | Джек Карсон              |
| 1958 | ф | Кішка на розпеченому даху         | Cat on a Hot Tin Roof        | Купер Полліт             |

| Актор | Це незавершена стаття про актора. Ви можете допомогти проєкту, виправивши або дописавши її. |